# 第二の汚点
「第二の汚点」（だいにのおてん、The Adventure of the Second Stain）は、イギリスの小説家、アーサー・コナン・ドイルによる短編小説。シャーロック・ホームズシリーズの一つで、56ある短編小説のうち37番目に発表された作品である。イギリスの『ストランド・マガジン』1904年12月号、アメリカの『コリアーズ・ウィークリー』1905年1月28日号に発表。1905年発行の第3短編集『シャーロック・ホームズの帰還』(The Return of Sherlock Holmes) に収録された。
「第二のしみ」と日本語訳しているものもある。

## あらすじ
ホームズの元に、重要な外交文書を紛失したので取り戻してほしい、とベリンジャーイギリス首相とホープヨーロッパ担当相から極秘裏に依頼があった。その文書はとあるヨーロッパの君主がイギリスの植民地政策に立腹し、外交ルートを通さずに寄こしたいわば私文書であり、大変不穏な文面であるため、これが公表されれば間違いなくイギリス国民に悪感情をもたらし、ヨーロッパ中が大混乱に陥るのは必至である。へたをすれば、戦争が起こるかもしれない。暗号通信で問い合わせれば、当の君主も一時の激情に駆られたことを後悔しているという。その文書は、ホープ大臣が自宅に厳重に保管していたのだが、前日の夜にあったことを確認してから、朝までのあいだに消えていた。
依頼人2人がベーカー街を去った後、シャーロック・ホームズは、ロンドンにいる犯罪者のうちで、この手の事件を起こす可能性がある3人のうちの、1人が事件に絡んでいるとにらむ。そんな中、新聞の朝刊に容疑者の1人とにらんでいたエドワード・ルーカスが、室内に飾ってあった短剣で殺害された、という記事を見つけた。やがて、ホープ大臣の妻であるヒルダ夫人が人目を忍んでやってきて、夫の依頼の内容は何なのか、依頼内容が解決されなければ夫の立場は今後どうなるのかを、思いつめた様子でホームズに尋ねた。彼は、極めて退っ引きならない立場になるでしょうと答えた。
ルーカスの殺害現場に行ったホームズが捜査してみても、文書らしいものは発見できない。ルーカスは国際政治研究家で、ヨーロッパの主要政治家と親しかったが、女性関係はふしだらなことが判明した。ルーカスの使用人たちにも、殺人の動機がない。そして、ルーカスがパリで家庭を持っているのも分かり、気性の激しいルーカス夫人が事件当時にロンドンを訪れていたことも判明した。ホームズはイギリス外務省からの最新情報を聞いて、ヨーロッパ各国では不穏な動きがないことから、例の文書はまだイギリス国内にあると踏んでいた。そのうちに警察の捜査で、不思議なことが発見された。殺害されたルーカスの部屋では、死体から流れた血が付着した絨毯の真下の床板には血のしみが付いておらず、別の箇所の床板に第2のしみがあった。絨毯は正方形なので、何者かが動かして90度ずらして敷いたのだろうか。そして現場を見張っていた巡査が、1人の女にルーカスの部屋を見せたら気絶したので、気付け用のブランデーを探しているうちに女が居なくなっていたことも判明した。その日、ルーカスの部屋で何が起こったのか、外交文書はどこに消えたのか、シャーロック・ホームズが推理する。
ホームズはヨーロッパ担当相の屋敷を訪れ、ヒルダ夫人に面会して問い詰めた。文書を持っているのならばすぐ出しなさいと言うと、ヒルダ夫人は文書を出してきた。夫人の説明は次のとおりだ。結婚前の若いころに書いた恋文を、ルーカスに握られて脅された。ルーカスのスパイの情報では、文書が夫人宅にあることが分かっている。恋文と文書を交換しようと。文書を盗み出したヒルダ夫人は、ルーカスの家を訪れ恋文と交換した。そのとき玄関が開き廊下に足音がして、慌ててルーカスは絨毯をめくって秘密の隠し場所へ文書を入れた。入ってきた女がフランス語で、女といるところを見つけた、とまくしたてて短剣を握ったので、怖くなって部屋を逃げ出した。次の朝、あまりにも夫が落胆しているので、ホームズを訪れて相談した。そして、新聞を見てルーカスが殺されたのを知って、現場を訪れて巡査に入れてもらい気絶のふりをした。巡査がブランディを探しているあいだに、絨毯をめくって文書を手に入れたが、絨毯の角度がずれてしまったのだった。もちろんルーカスを殺したのは、フランスから来た怒れる妻である。
ヒルダ夫人を不問にし、事件を穏便に解決しようと悩んだホームズは、この文書を文書箱の奥の方に入れた。結局のところこの事件は、ホープ大臣が文書箱の書類のあいだに紛れているのを見落としていた、ということで落着させるのであった。

## 二つの汚点
この短編は発表から3年後の1907年（明治40年）、「二つの汚点（しみ）」のタイトルで翻訳され、『静岡民友新聞』に12回の分割で掲載された。シャーロック・ホームズシリーズの地方新聞への翻訳掲載としては唯一の例で、本作の日本語訳としては最も早いものであった。舞台はロンドンのままだが、名前はホームズが堀江、ワトスンが和藤、ハドスン夫人が夫人鳩子、レストレード警部が須土禮太郎などと日本名に変えられている。訳者は梅水郎と記されているものの、詳細は不明である。

## 他の正典に記されている「第二の汚点」事件
冒頭部で「ホームズが（執筆現在）引退し、静かにしてほしいと言うので、「僧坊荘園」で終わりにしたかったが「第二の汚点」だけはいずれ発表と約束したので書く」という主旨の説明があり、これは「黄色い顔」と「海軍条約文書事件」の冒頭部の約束を指しているが、両者で説明があったものと「第二の汚点」本編とは下記のように若干ストーリーが異なる。
「黄色い顔」における「第二の汚点」
（「黄色い顔」の本編のように）ホームズの見立ては結果的に違っていたが、事件の真相が明らかになった。
「海軍条約文書事件」における「第二の汚点」
私が結婚して間もない7月に起きた事件。
いろいろ利害関係が絡むので公表は何年も先。
ホームズの分析的推理法が鮮やかに示された。
パリ警察のドビュークとダンツィヒの探偵フリッツ・フォン・ヴァルトバウムと対決して彼らに真相を実証して見せた。

## ホームズの引退
正典の冒頭に、ホームズが探偵業を引退し、養蜂と研究に専念したという記述がある。この引退場面そのものは描かれてないが、『シャーロック・ホームズの事件簿』の「這う男」（1903年9月初旬の事件）が引退直前の事件で、「ライオンのたてがみ」（1907年の7月末の事件）がすでに引退して引っ越した後だという説明がそれぞれの冒頭部にある。